# Нертерсгаузен
Нертерсгаузен (нім. Nörtershausen) — громада в Німеччині, розташована в землі Рейнланд-Пфальц. Входить до складу району Маєн-Кобленц. Складова частина об'єднання громад Райн-Мозель.
Площа — 5,66 км2. Населення становить 1146 ос. (станом на 31 грудня 2020).

## Галерея

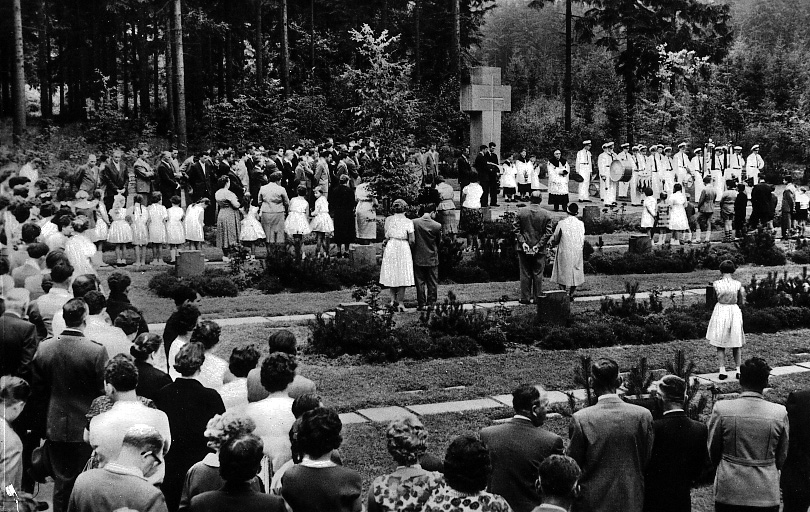